# Leycesteria formosa
Leycesteria formosa är en kaprifolväxtart som beskrevs av Nathaniel Wallich. Leycesteria formosa ingår i släktet Leycesteria och familjen kaprifolväxter. Inga underarter finns listade i Catalogue of Life.

## Bildgalleri

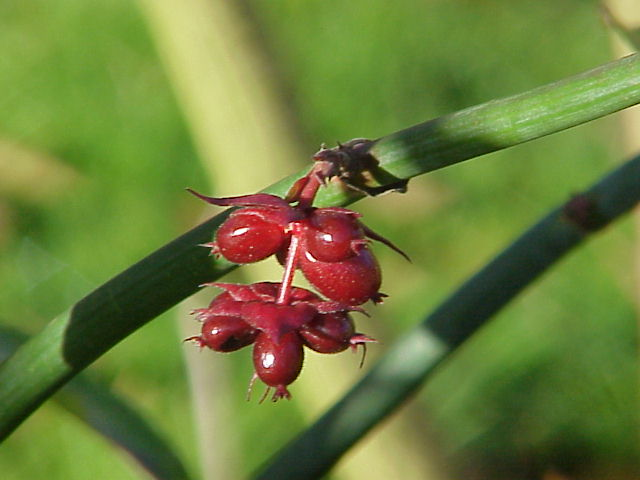
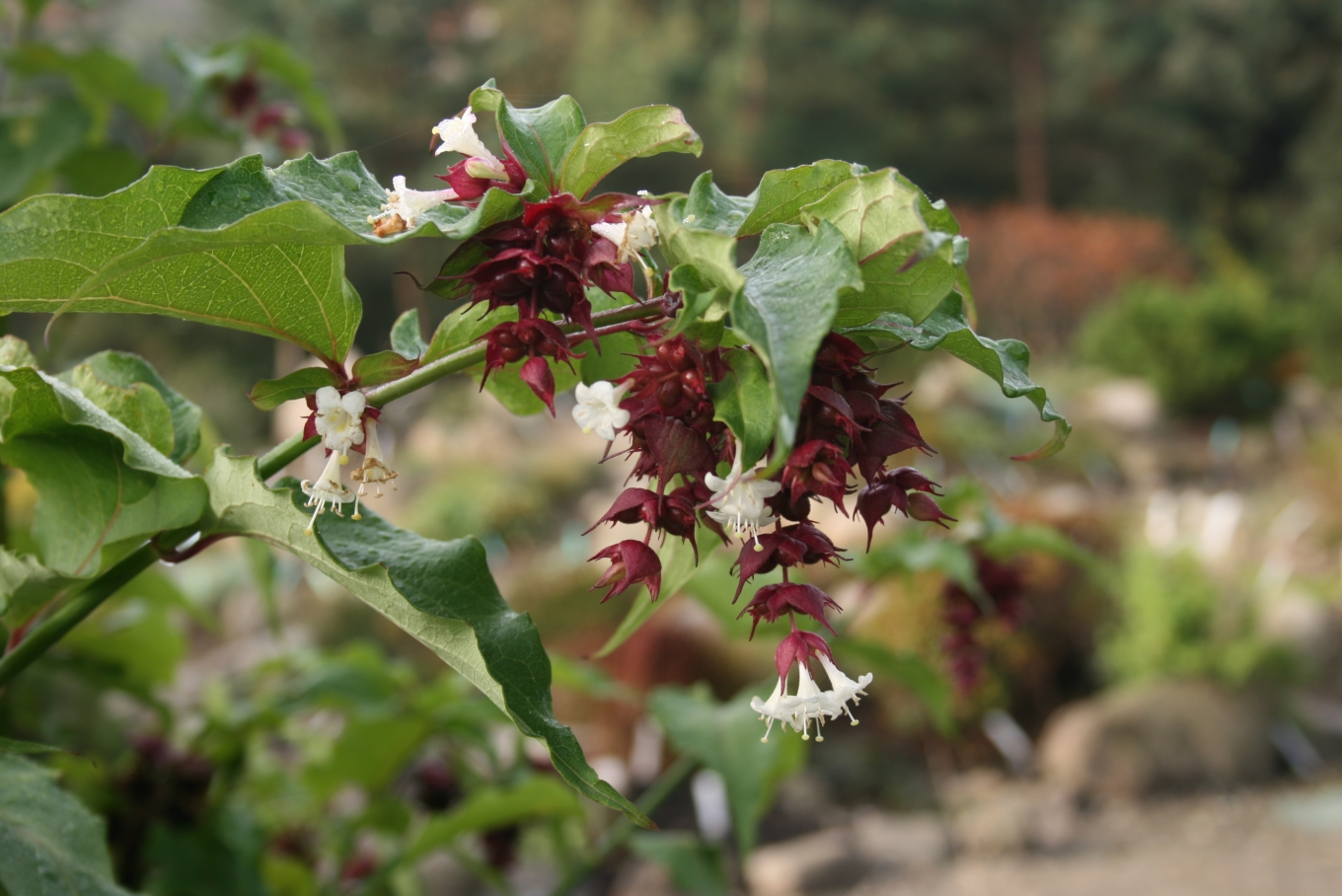
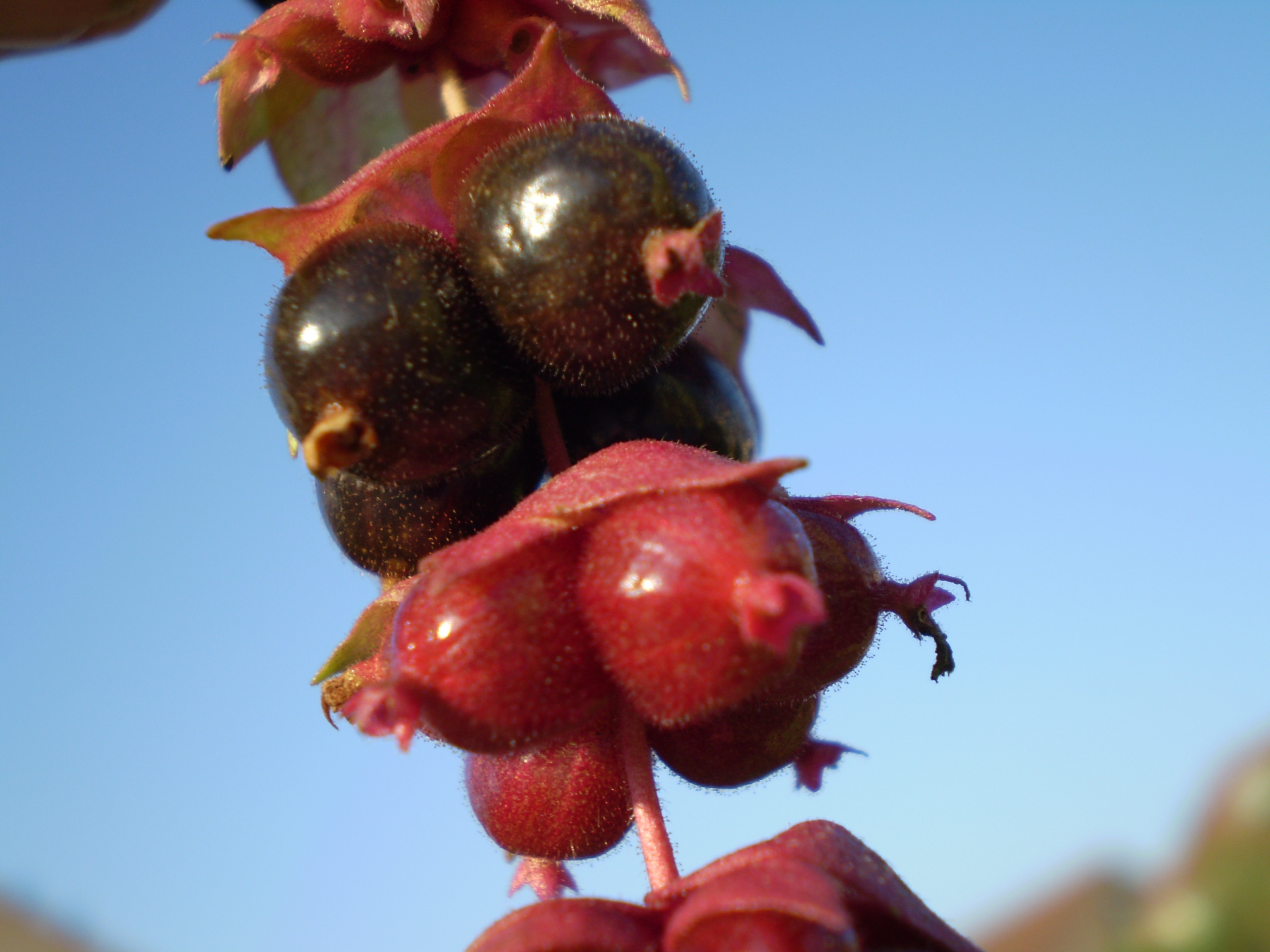
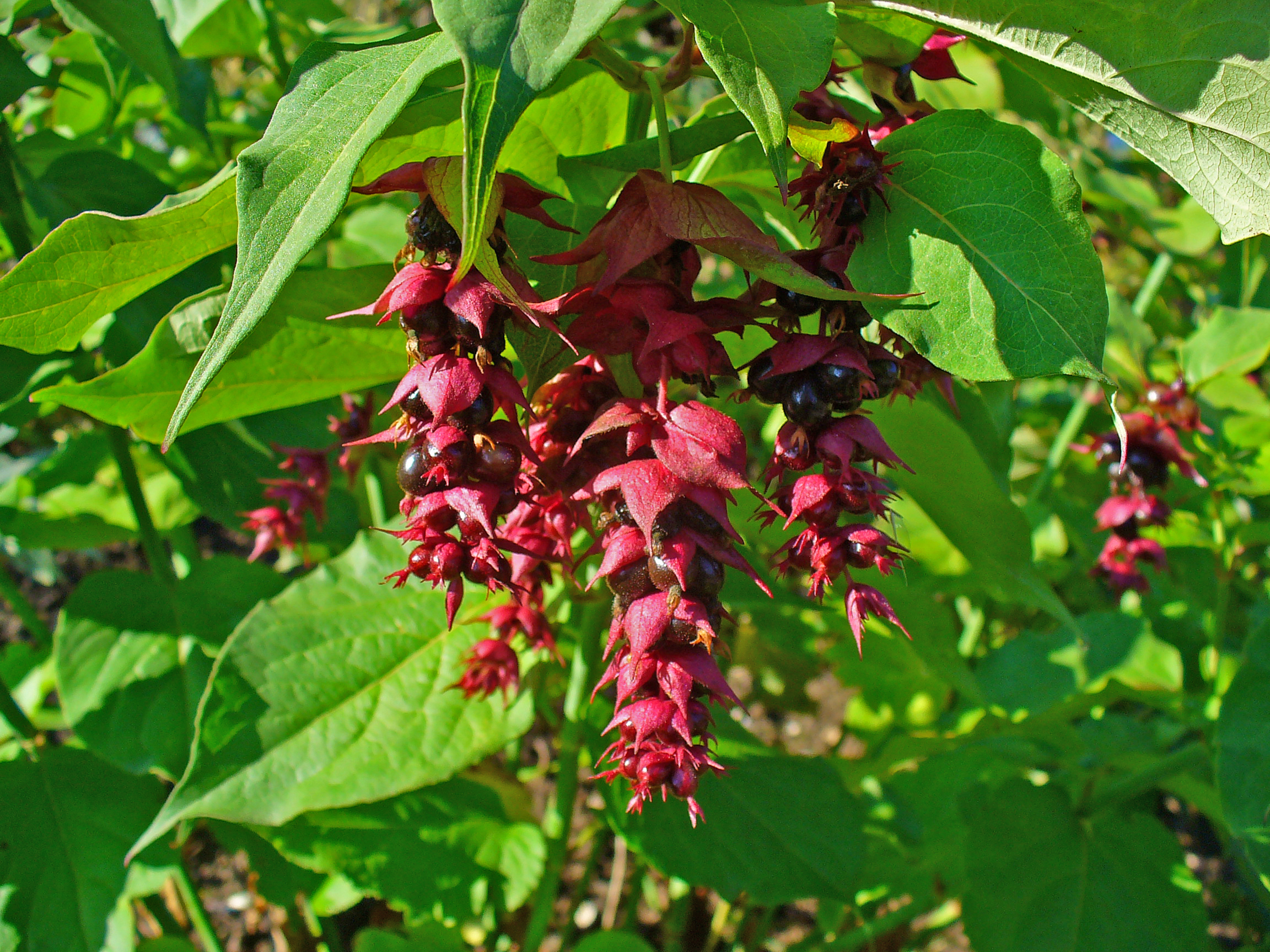
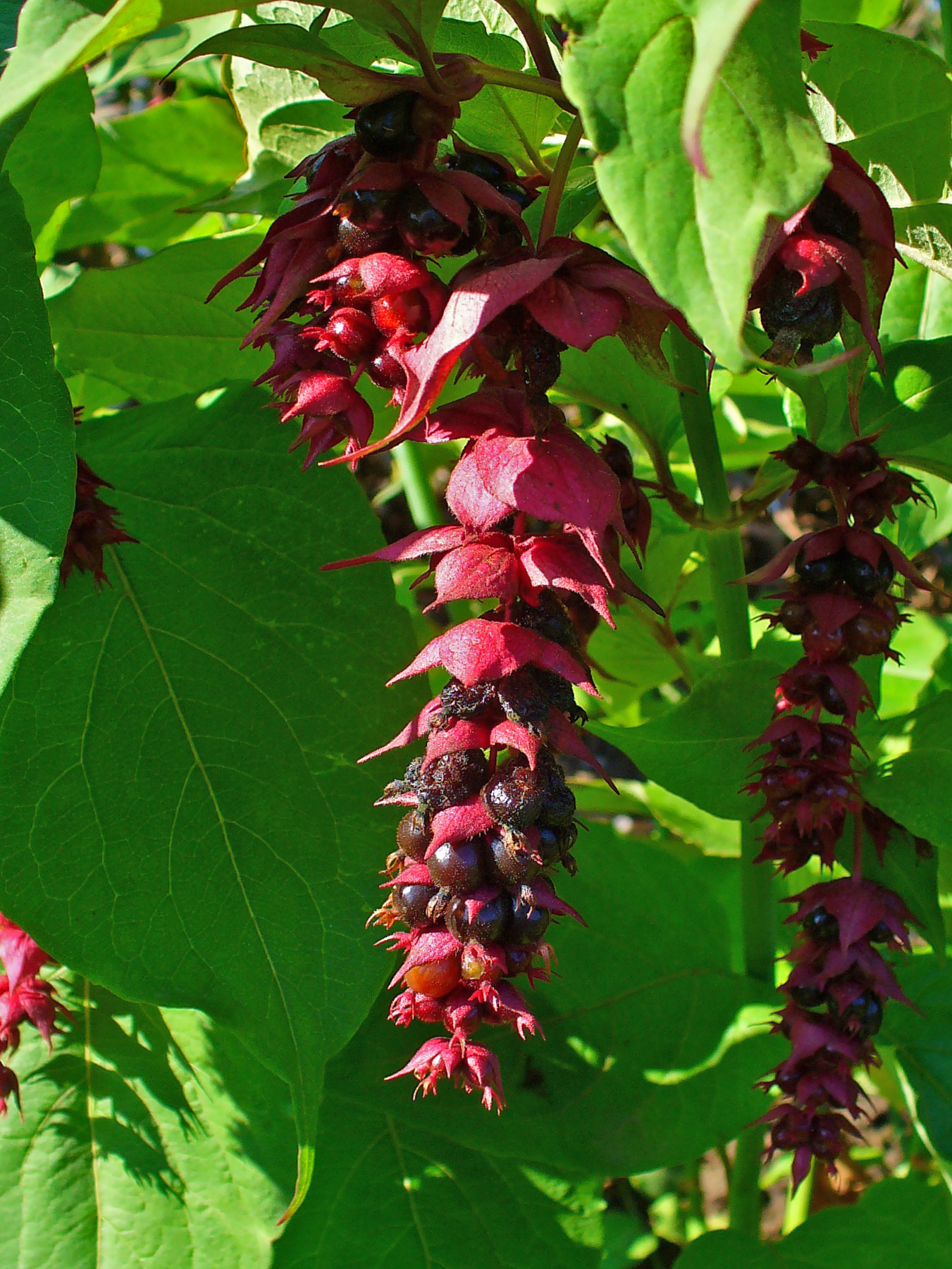
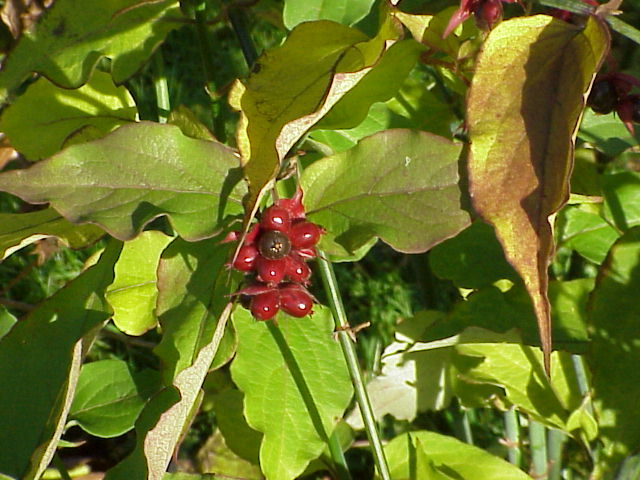